# Episodi di Life with Boys (seconda stagione)
La seconda stagione della sitcom Life with Boys è andata in onda in Canada dal 23 ottobre 2012 al 2 novembre 2013.
In Italia è in onda su Rai Gulp dal 16 maggio 2014.
| nº | Titolo originale                             | Titolo italiano              | Prima TV USA     | Prima TV Italia |
| -- | -------------------------------------------- | ---------------------------- | ---------------- | --------------- |
| 1  | Do You Wanna Dance With Boys                 | Halloween                    | 23 ottobre 2012  | 16 maggio 2014  |
| 2  | Naughty and Nice with Boys                   | Natale a casa Ross           | 11 dicembre 2012 | 16 maggio 2014  |
| 3  | Girl-Entine's Day With Boys                  | San Valentino                | 14 febbraio 2013 | 17 maggio 2014  |
| 4  | Promoting Change With Boys                   | Papà vicepreside             | 19 marzo 2013    | 17 maggio 2014  |
| 5  | Getting Up Off The Mat With Boys             | L'allergia di Tess           | 26 marzo 2013    | 18 maggio 2014  |
| 6  | Up All Night With Boys                       | Il concerto                  | 2 aprile 2013    | 18 maggio 2014  |
| 7  | Being Superduperficial With Boys             | La ragazza perfetta per Gabe | 9 aprile 2013    | 19 maggio 2014  |
| 8  | Working Like a Dog With Boys                 | Il nuovo lavoro di Tess      | 16 aprile 2013   | 19 maggio 2014  |
| 9  | Chasing Rats With Boys                       | Il ragazzo di Tess           | 23 aprile 2013   | 20 maggio 2014  |
| 10 | Carmageddon With Boys                        | La patente                   | 30 aprile 2013   | 20 maggio 2014  |
| 11 | Young and Stupid With Boys                   | L'amico di Sam               | 9 luglio 2013    | 21 maggio 2014  |
| 12 | Battling Bullies With Boys                   | Un nuovo nerd                | 16 luglio 2013   | 21 maggio 2014  |
| 13 | Let's Duet with Boys (Part 1)                | Il duetto (Parte 1)          | 23 luglio 2013   | 22 maggio 2014  |
| 14 | Let's Duet with Boys (Part 2)                | Il duetto (Parte 2)          | 30 luglio 2013   | 22 maggio 2014  |
| 15 | Partners in Rhyme with Boys                  | La canzone di Gabe           | 6 agosto 2013    | 23 maggio 2014  |
| 16 | So You Think Your Family Can Dance With Boys | Lo spettacolo di danza       | 13 agosto 2013   | 23 maggio 2014  |
| 17 | Climbing the Walls With Boys                 | Le vacanze di primavera      | 20 agosto 2013   | 24 maggio 2014  |
| 18 | Say Goodnight With Boys                      | Alla ricerca del nastro      | 27 agosto 2013   | 24 maggio 2014  |
| 19 | Turtle-Sitting with Boys                     | La tartaruga del professore  | 3 novembre 2013  | 25 maggio 2014  |